# Гренландский ригсдалер
Гренландский ригсдалер — название денежной единицы, имевшей хождение в Гренландии до 1874 года.
Гренландия с 1262 года официально принадлежала Норвегии. После подписания Кальмарской унии в 1397 году остров стал частью владений датского короля. После расторжения датско-норвежской унии в 1814 году Гренландия отошла к Датскому королевству в качестве колонии. Непосредственным управлением самым большим в мире островом с 1774 года ведало Королевское гренландское торговое общество (дат. Den Kongelige Grønlandske Handel).
Несмотря на свои размеры остров практически безлюден. Так, по данным на 1888 год, в подконтрольных Дании гренландских поселениях проживало всего около 10 тысяч человек. Для обеспечения денежного обращения торговое общество периодически с 1803 года выпускало банкноты, номинированные по аналогии с метрополией в ригсдалерах и скиллингах. Надписи на ценных бумагах государственной торговой компании повторяли датские. Так, на выпусках 1819, 1837, 1841, 1844 и 1848 годов номинал указан либо в ригсбанкдалерах, либо в скиллингах. В самой Дании ригсбанкдалер, равный ½ спесиеригсдалера или 96 скиллингам, ввели в 1813 году. Выпуск 1856 года номинирован в ригсдалерах и скиллингах ригсмёнт.
Кроме банкнот выпускались токены английской компании Antony Gibbs & Sons и датской Эресунн (дат. Øresund) с указанием стоимости в скиллингах и ригсдалерах. По своей сути они являлись частными деньгами на предъявителя, обозначавшими, что компания-эмитент должна их обладателю соответствующую сумму.
27 мая 1873 года между Данией и Швецией был заключён Скандинавский монетный союз, который предполагал отказ от серебряного стандарта и унификацию денежных единиц обеих стран на основе кроны стоимостью в 0,4032 г чистого золота. В 1874 году Королевское гренландское торговое общество напечатало первые гренландские кроны и эре.